# Gravodos robinsoni
Gravodos robinsoni là một loài bướm đêm trong họ Erebidae.